# 挪威極地研究所冰川
72°34′S 31°16′E / 72.567°S 31.267°E
挪威極地研究所冰川是南極洲的冰川，屬於比利時山脈的一部分，該冰川由比利時探險隊發現，以奧斯陸的挪威極地研究所命名。